# Tanystylum calicirostrum
Tanystylum calicirostrum là một loài nhện biển trong họ Ammotheidae. Loài này thuộc chi Tanystylum. Tanystylum calicirostrum được miêu tả năm 1890 voor het eerst wetenschappelijk bởi Schimkewitsch.